# Breguet 890 Mercure
Le Breguet 890 Mercure est un prototype d'avion de transport français des années 1950. 
 

## Conception
Il est construit par l'usine Breguet de Toulouse-Montaudran.